# Tantilla schistosa
Tantilla schistosa — вид змій родини полозових (Colubridae). Мешкає в Мексиці і Центральній Америці.

## Поширення і екологія
Tantilla schistosa мешкають в Мексиці (на південь від Веракруса і Оахаки), в Гватемалі, Белізі, Гондурасі, Нікарагуа, Коста-Рики і Панами. Вони живуть у вологих тропічних лісах, на полях і плантаціях. Зустрічаються на висоті від 100 до 1400 м над рівнем моря. Живляться багатоніжками і личинками комах, відкладають яйця.